# كيلوغرام لكل متر مكعب
كيلوغرام لكل متر مكعب عبارة عن وحدة دولية مشتقة للكثافة معبراً عنها بنسبة الكتلة بوحدة الكيلوغرام إلى الحجم بوحدة المتر المكعب.
إن اختصار نظام الوحدات الدولي لهذه الوحدة هو kg·m−3 والتي يمكن أن تكتب kg/m3 أو {\displaystyle {\tfrac {\text{kg}}{{\text{m}}^{3}}}\!} اختصاراً.
أما باللغة العربية فقد درج تعريب الوحدة إما على الشكل كغ/م3 أو كج/م3.